# Аль-Айюби, Махмуд Шауки
Махмуд Шауки аль-Айюби (араб. محمود شوقي الأيوبي‎; 1903—1966) — кувейтский поэт.

## Биография
Он родился в семье иракского происхождения. Первое образование получил в школе шейха Закария аль-Ансари, затем поступил в школу Мубаракия, переехал в Басру, где изучил полиграфию. После переехал в Багдад и поступил в педагогический колледж, окончив его 1918 году. В течение года работал учителем в деревне Абу Аль-Хасиб недалеко от Басры. 1930—1940-е годы по поручению короля Абдул-Азиза ибн Аль Сауда провел в Индонезии, открывая школы, где преподавал арабский язык. В 1950 году вернулся в Кувейт, где преподавал в религиозном институте, школах аль-Шуайба, Хавалли и аль-Ахмад.
В последние годы жизни страдал тяжёлой болезнью, ездил на лечение в Бейрут, затем в Лондон. Умер 23 марта 1966 года в Кувейте, в деревне аль-Шуайба.

## Творчество
Первый сборник Весы (араб. الموازين‎), вышедший в начале 1930-х, включает произведения на темы из жизни арабских стран. Стихи индонезийского периода, в которых особое место занимает традиционная для арабской поэзии тема вина, вошли в сборник «Нектар духов» (араб. رحيق الأرواح‎, опубликован в 1955 году в Каире). После возвращения на родину выпустил сборники стихов «Мечты в заливе» (араб. أحلام أل خليج‎), «Желания» (араб. الأشواق‎). Темы этих стихов разнообразны: любовь к родине, впечатления от многочисленных поездок.